# BTS (musikgrupp)
BTS (hangul: 방탄소년단; Bangtan Sonyeondan), kända som Bangtan  i Korea, numera internationellt kända som BTS, är ett sydkoreanskt musik grupp skapat 2013 av Big Hit Entertainment. Gruppen består av de sju medlemmarna Jin, Suga, J-Hope, RM, Jimin, V och Jungkook och de är just nu[när?] en av världens största musik grupp.[källa behövs]
BTS debutalbum var minialbumet 2 Cool 4 Skool, som bland annat omfattade singeln "No More Dream". De framförde singeln för första gången den 12 juni 2013.. BTS slog igenom stort för första gången år 2015 med albumtrilogin The Most Beautiful Moment in Life och låtar som "I Need U", "Run", "Fire" och "Save Me". I oktober 2016 nådde BTS ännu större framgångar med sitt andra studioalbum Wings och gruppens allra första singeletta i Sydkorea med "Blood Sweat & Tears". En nyutgåva av albumet med titeln You Never Walk Alone släpptes i februari 2017 varpå BTS uppnådde sin andra singeletta i Sydkorea med "Spring Day". "Spring Day" slog rekordet som den längst kvarvarande låten på Melons topp 100-lista och har, från och med maj 2020, legat kvar i 170 veckor.
Under senare delen av 2017 slog de igenom på den internationella musikmarknaden, i och med att de släppte sitt nya album Love Yourself 承 'Her'  18 september 2017. Efter att ha uppträtt på American Music Awards släppte BTS en remix av låten "Mic Drop" tillsammans med DJ:n Steve Aoki och rapparen Desiigner. Låten certifierades guld av RIAA 6 februari 2018, vilket gjorde BTS till den första koreanska gruppen med en RIAA-certifiering. Sen dess har BTS fått fler certifieringar och har nu fyra platina och tre guld. 18 maj 2018 släppte BTS albumet  Love Yourself 轉 'Tear', som hamnade nummer ett på Billboard 200 veckan efter albumsläpp. Det var första gången för en koreansk artist. Efter det har BTS toppat listan med sina album Love Yourself 結 'Answer'  (2018), Map of the Soul: Persona (2019) och Map of the Soul: 7 (2020), vilket gör BTS till den snabbaste gruppen, efter The Beatles, att få fyra ettor på under två år. 
BTS är Sydkoreas bästsäljande artist, då de har sålt över 20 miljoner album på Gaon Music Chart. De innehar även rekordet för Sydkoreas bästsäljande album, Map of the Soul: 7. Enligt uppskattningar 2019 omsätter BTS med kringaktiviteter mer än 43 miljarder svenska kronor, vilket motsvarar cirka 0,3 procent av Sydkoreas BNP. Till exempel anges att var trettonde turist besöker Sydkorea på grund av BTS.
I november 2017 lanserade BTS kampanjen Love Myself i samarbete med UNICEF. Kampanjen är en del av den globala UNICEF kampanjen #ENDviolence, som verkar för att göra världen en tryggare plats för den yngre generationen. Pengarna som samlas in genom kampanjen används för att hjälpa barn och ungdomar som utsätts för våld i nära relationer, våld i skolan och sexuellt våld. Till följd av detta fick BTS hålla tal under FN:s 73:e generalförsamling. I oktober 2018 blev BTS de yngsta någonsin att ta emot Hwagwan Order of Cultural Merit från Sydkoreas president, på grund av deras bidrag till att sprida den sydkoreanska kulturen runt om i världen. I slutet av 2022 gick gruppen på en paus för att slutföra sin obligatoriska militärtjänst, med en återförening planerad till 2025.

## Namn
Namnet BTS är en förkortning av dess koreanska motsvarighet Bangtan Sonyeondan (hangul: 방탄소년단). Från koreanska översätts namnet bokstavligen till "Skottsäkra pojkscouter". Medlemmen J-Hope förklarar meningen med namnet "[Namnet] betyder att stänga ut stereotyper, kritik och förväntningar som riktas mot ungdomar likt kulor, för att bevara de värderingar och ideal dagens ungdomar har.". Sen juli 2017 går BTS även under namnet Beyond the Scene.

## Karriär

### 2013: Debut

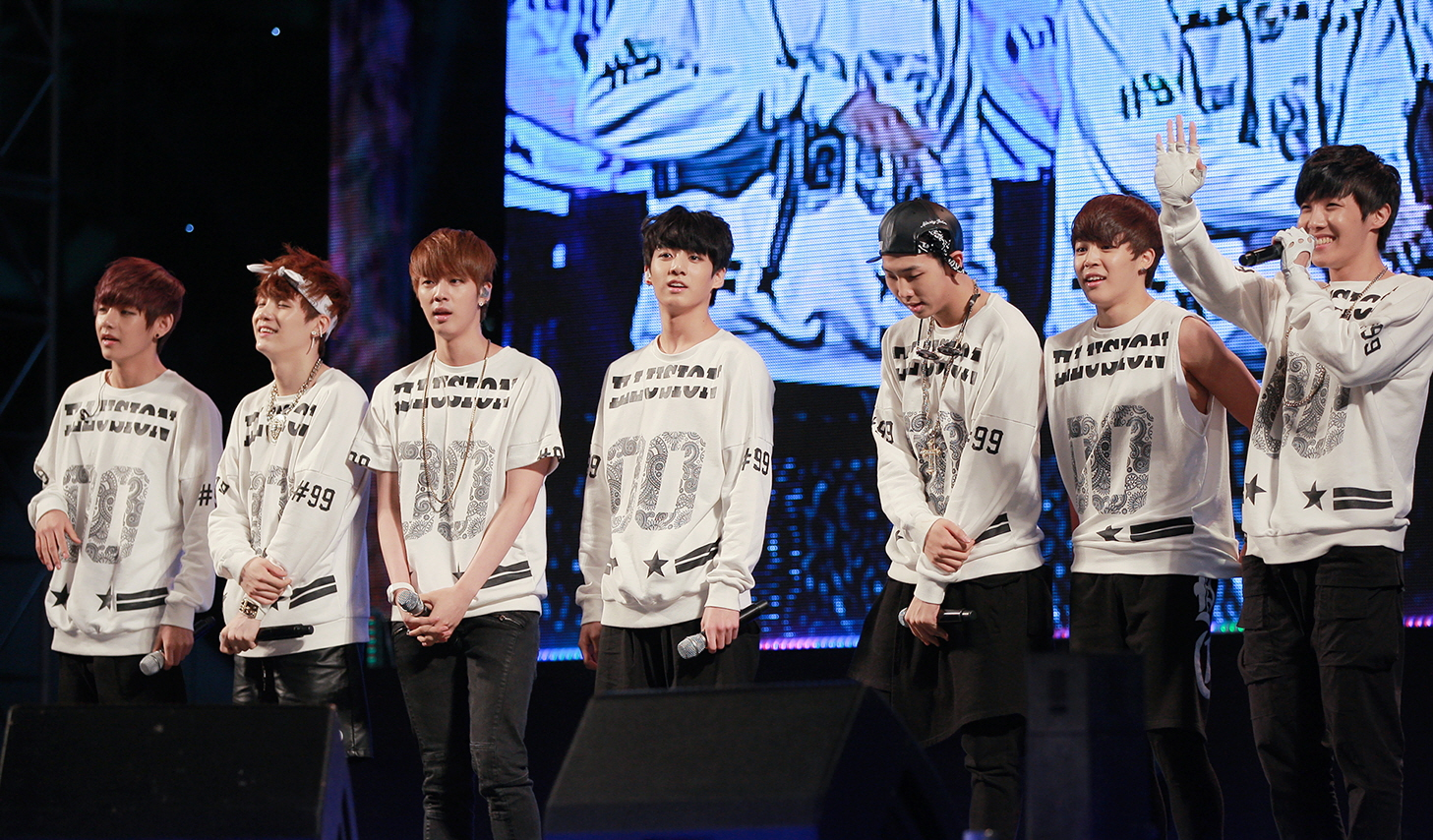
BTS år 2013.

Big Hit Entertainment publicerade i juni 2013 de första gruppbilderna på sitt nya pojkband Bangtan Boys, som bestod av de sju medlemmarna Jin, Suga, J-Hope, RM, Jimin, V och Jungkook. En reklamfilm för gruppens kommande debut släpptes i slutet av maj. Gruppmedlemmarna var själva med och producerade materialet till debutalbumet 2 Cool 4 Skool vilket lanserades som minialbum den 12 juni 2013, och innehåller sju spår. Skivans debutsingel "No More Dream" tillsammans med en kortare teaser för låtens musikvideo lanserades den 6 juni. Musikvideon i sin helhet hade premiär den 12 juni, samma dag som albumet släpptes. Samma dag anordnades ett evenemang för fans och media för att introducera albumet och singeln, och BTS gjorde ett framträdande i M! Countdown på Mnet. 2 Cool 4 Skool nådde femte plats på den sydkoreanska albumlistan Gaon Chart den 27 juli 2013. I slutet av augusti 2013 publicerades reklamfilm och pressbilder för gruppens andra album med titeln O!RUL8,2? som lanserades den 11 september 2013. Det nya albumet som var gruppens första EP och innehöll totalt tio spår, vilket inkluderade den nya singeln "N.O". O!RUL8,2? nådde fjärde plats på Gaon Charts albumlista.

### 2014:Skool Luv AffairochDark & Wild
Den 16 januari 2014 tillkännagav Big Hit Entertainment att BTS den 12 februari skulle släppa det nya albumet Skool Luv Affair, och liksom tidigare påstods medlemmarna själva ha medverkat i produktionen. Den 2 februari presenterades en trailer och under de följande dagarna publicerades pressbilder på gruppmedlemmarna. Inför albumsläppet strömmades låten "Just One Day" gratis under ett dygn på gruppens hemsida, innan ett medley av alla låtarna från albumet släpptes den 6 februari. Den 19 februari släpptes en kort reklamfilm för musikvideon till huvudsingeln "Boy In Luv". Musikvideon hade premiär den 12 februari, samma dag den släpptes, och innehöll tio spår. Samma dag anordnades ett evenemang för media och fans där det nya albumet och den nya singeln introducerades genom scenframträdanden. Skool Luv Affair debuterade som trea på Gaon Chart vecka 8, och nådde första plats på listan vecka 18. Från och med den 7 maj 2014 kunde man förbeställa en nyutgåva av albumet Skool Luv Affair som inkluderade en helt ny singel med titeln "Miss Right". Den nya skivan innehåller också alla tidigare släppta låtar från originalversionen av albumet, samt en remix av låten "I Like It", och videomaterial från gruppens showcase i februari. Nyutgåvan med titeln Special Edition släpptes den 14 maj, och gick direkt in på första plats på Gaon Chart.

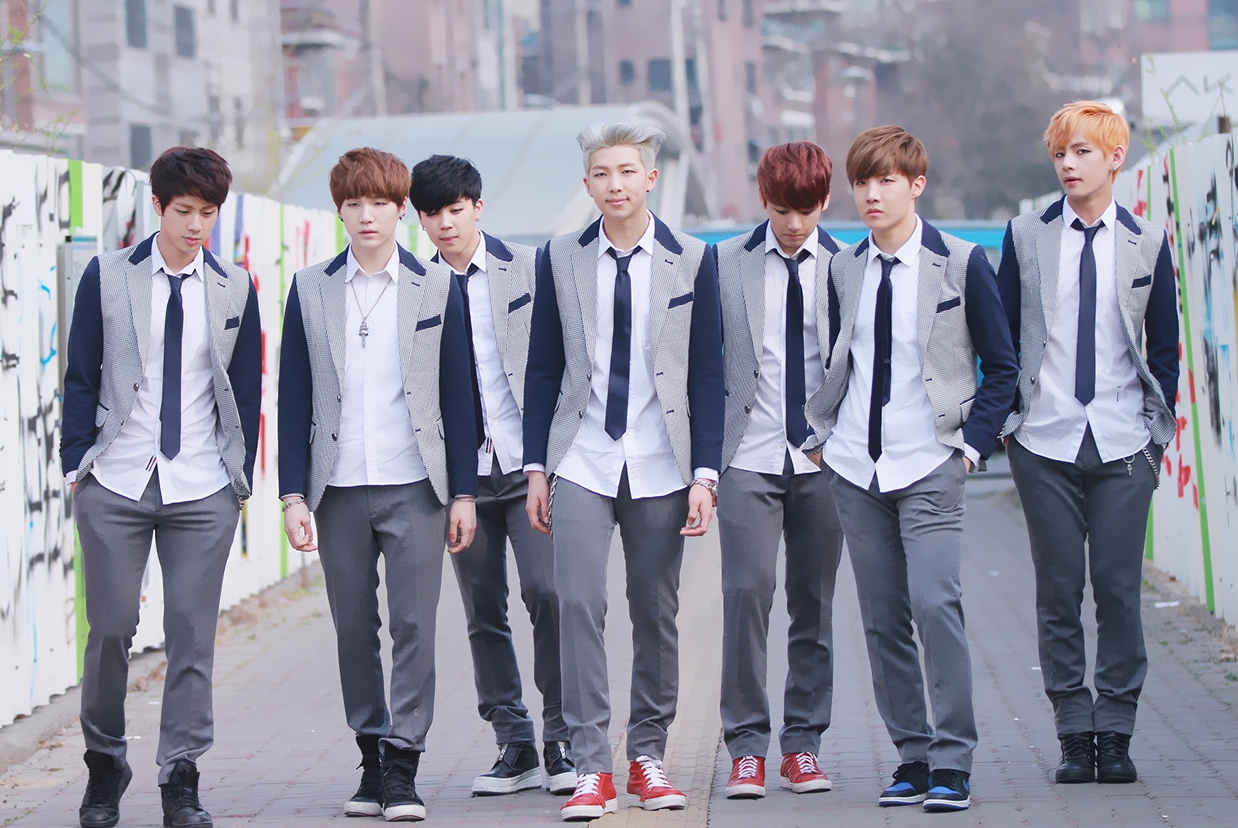
BTS år 2014

Under sommaren 2014 reste BTS till Sverige och Tyskland där de höll träffar för fans, och i början av augusti släpptes reklamfilmer inför gruppens första fullängdsalbum med titeln Dark & Wild. Inför albumsläppet publicerades låten "Let Me Know" på BTS officiella webbplats och fanns där tillgänglig för gratis strömning under ett dygn. Den 11 augusti släpptes ett teaserklipp från musikvideon tillhörande det nya albumets huvudsingel "Danger", och ett medley av flera låtar från Dark & Wild släpptes den 17 augusti. Den 20 augusti släpptes både Dark & Wild, samt hela musikvideon till "Danger". Studioalbumet som innehåller totalt fjorton spår gick direkt in på andra plats på Gaon Chart vilket också blev skivans högsta placering. I och med BTS framgångar under 2014, nu ett år efter debuten, tog gruppen emot flera priser inom kategorin bästa nya artist. De höll dessutom sina allra första solokonserter under två dagar med start den 18 oktober 2014 i Seoul.

### 2015:The Most Beautiful Moment in Life, Part 1 & 2

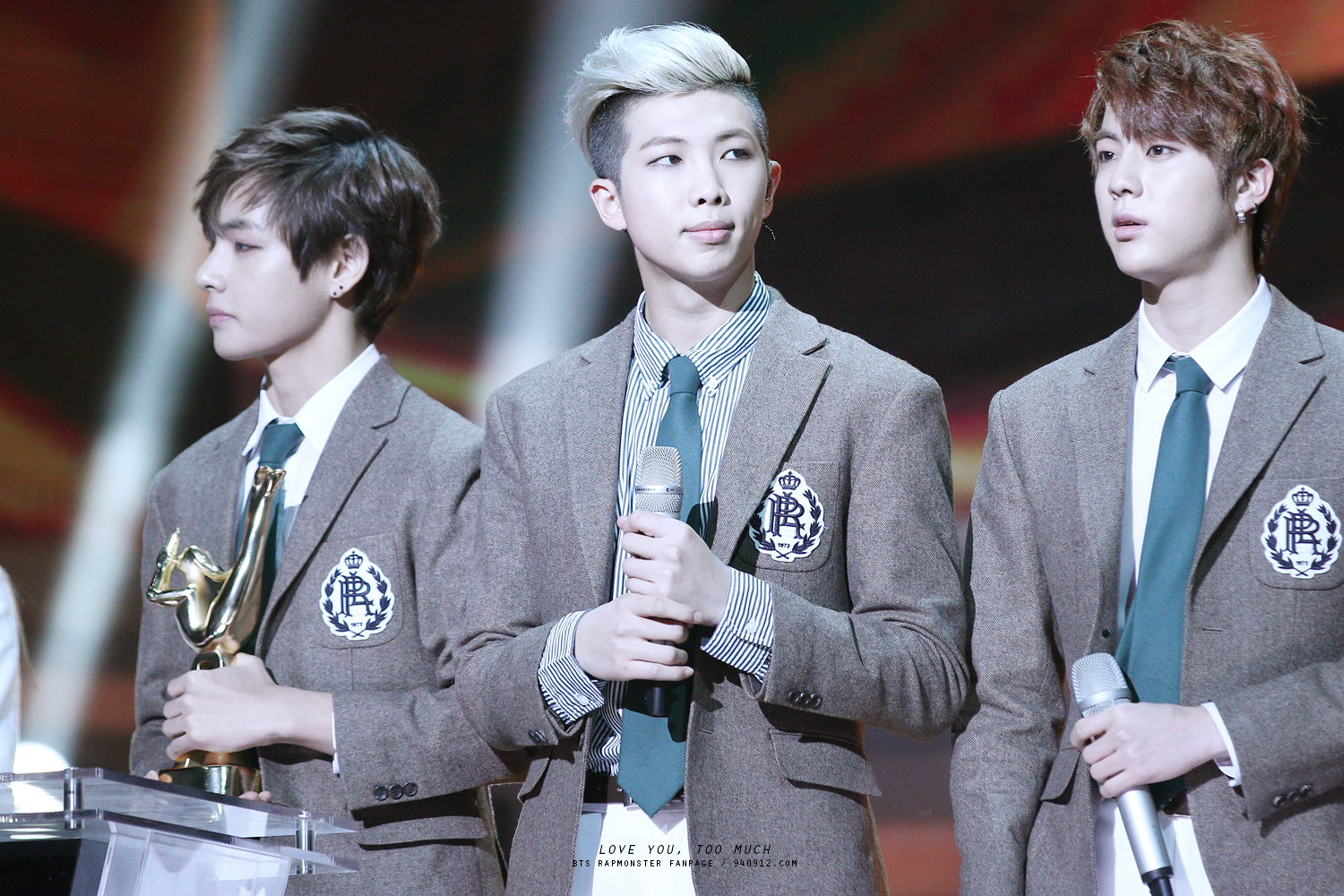
BTS-medlemmar år 2015

I april 2015 släpptes teasers inför gruppens kommande nya album. Albumet med titeln The Most Beautiful Moment in Life, Part 1 innehåller nio låtar och alla gruppmedlemmarna medverkade i att skriva låtar till skivan. Den nya huvudsingeln som kom med albumet hade titeln "I Need U", och ett teaserklipp från den tillhörande musikvideon släpptes den 23 april. Hela musikvideon hade premiär den 29 april då albumet The Most Beautiful Moments in Life, Part 1 också släpptes. Musikvideon uppnådde två miljoner visningar på Youtube inom de första dygnen.
Den 5 maj stod BTS som vinnare i ett musikprogram för första gången, detta efter att ha segrat med "I Need U" i The Show på SBS MTV. Detta följdes upp med vinster i bland annat M! Countdown på Mnet den 7 maj, och i Music Bank på KBS den 8 maj. Den 13 maj tog gruppen även sin första vinst i Show Champion på MBC Music. I maj släppte gruppen dessutom en ny version av musikvideon till "I Need U", klassificerad 19+ på grund av videons våldsamma scener. Originalvideon blev också gruppens musikvideo att snabbast nå milstolpen tio miljoner visningar på Youtube, detta två månader efter släppet. The Most Beautiful Moment in Life, Part 1 nådde första plats på den nationella albumlistan Gaon Chart, medan "I Need U" nådde femte plats på singellistan. Mindre än två månader sedan albumet släppts hade fler än 180 000 skivor sålts och BTS hade även framgångar på topplistorna i Japan. Dessutom gick albumet, "I Need U" och flera andra låtar från skivan, in på olika av Billboardlistorna i USA. I juni släpptes teasers för låten "Dope" som blev gruppens andra singelsläpp från albumet. Den 20 augusti 2015 hyrde BTS en biosalong och bjöd in fans att se filmen Fantastic Four tillsammans med dem, något de tidigare lovat att göra om de vann första pris i ett musikprogram.
I oktober rapporterades det att BTS skulle släppa det uppföljande albumet The Most Beautiful Moment in Life, Part 2 den 30 november. Teasers för det nya albumet började publiceras i mitten av november, och den 24 november släpptes ett teaserklipp från musikvideon tillhörande den nya singeln med titeln "Run". Mellan den 27 november och 29 november höll BTS konserter i Seoul där de bland annat framförde en av de nya låtarna från den kommande skivan. Den 30 november släpptes albumet och även hela musikvideon tillhörande singeln "Run". Albumet innehåller totalt nio spår och inkluderar förutom "Run" även de tidigare singlarna "Dope" och "I Need U". Musikvideon till "Run" uppnådde fler än två miljoner visningar på Youtube på under ett dygn. De vann med "Run" för första gången i The Show på SBS MTV den 8 december. Detta följdes upp med en vinst i Show Champion på MBC Music dagen därpå. Under kommande veckor fortsatte BTS att stå som segrare med "Run" i musikprogram, vissa som de till och med vann vid flera tillfällen eller flera veckor i rad. På julafton släppte BTS en ny så kallad julversion av musikvideon tillhörande "Run".
The Most Beautiful Moment in Life, Part 2 nådde första plats på den nationella albumlistan Gaon Chart, medan "Run" nådde åttonde plats på singellistan. Albumet och singeln tog sig även in på amerikanska Billboard där gruppen blev den första K-popartisten som inte är från SM Entertainment eller YG Entertainment att placera sig på Billboard 200. Båda versionerna av The Most Beautiful Moment in Life var med i topp-10 på listan över de mest sålda albumen i Sydkorea år 2015. Gruppen hade även framgång på Oricons singellista med sina japanska singlar "For You" som släpptes i juni 2015, och den japanska versionen av singeln "I Need U" som släpptes i Japan i december.

### 2016:The Most Beautiful Moment in Life:Young ForeverochWings

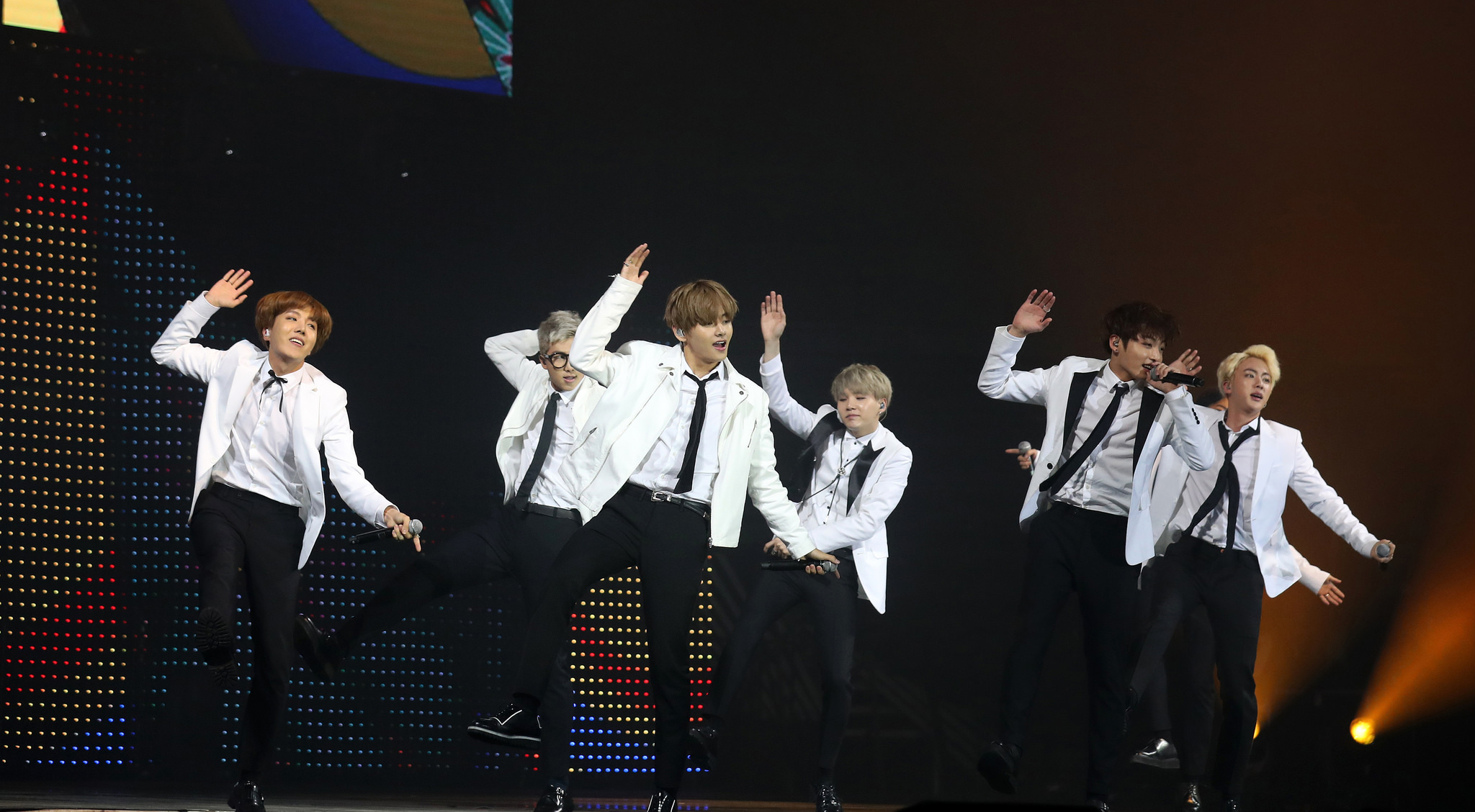
BTS år 2016

I mars meddelades det att BTS skulle släppa ett samlingsalbum med titeln The Most Beautiful Moment in Life: Young Forever och dessutom hålla konserter i Seoul i samband med detta den 7 maj och 8 maj 2016. Från och med början av april och under resten av månaden släppte gruppen teasers inför släppet av albumet. Tre nya singlar med tillhörande musikvideor skulle också släppas i samband med utgivningen av den avslutande skivan i trilogin. Den första singeln var "Epilogue: Young Forever" som släpptes med musikvideo den 19 april. Med bara ett par dagar kvar till den 2 maj då albumet skulle släppas, hade Young Forever uppnått fler än 300 000 förbeställningar. Samma dag som albumet gavs ut släpptes också den andra nya singeln "Fire", vars tillhörande musikvideo på mindre än ett dygn uppnådde fler än fyra miljoner visningar på Youtube. Samlingsalbumet består av två CD-skivor innehållande totalt 23 låtar och inkluderar flera av gruppens tidigare singlar, samt en del remixer. Korean Broadcasting System meddelade att sex låtar från albumet skulle förbjudas att framföras på TV-kanalen då de bland annat innehåller svordomar. Den 15 maj släpptes den tredje och sista singeln "Save Me" med tillhörande musikvideo.
Under marknadsföringen av Young Forever lyckades BTS vinna flera musikprogram på TV. Young Forever nådde också första plats på Gaon Charts albumlista, medan den mest framgångsrika av de tre nya singlarna blev "Fire" som nådde sjunde plats på singellistan. Återigen tog sig BTS även in på Billboard 200 i USA. Den 12 juni släppte BTS en akustisk version av låten "Epilogue: Young Forever", som en gåva till fans på treårsdagen sedan deras debut 2013. Trilogin The Most Beautiful Moment in Life hade i juni 2016 tillsammans sålt nästan en miljon skivor. I slutet av juli 2016 genomförde BTS konserter i ett par kinesiska städer som Peking och Nanjing, följt av en konsert i Manila i Filippinerna i början av augusti.
Den 4 september 2016 släpptes det första videoklippet i en rad kortfilmer inför BTS kommande andra studioalbum med titeln Wings. Under kommande dagar släpptes ytterligare kortfilmer med alla de olika medlemmarna i gruppen. En officiell trailer för Wings släpptes dessutom den 25 september. Big Hit Entertainment meddelade att albumet skulle släppas den 10 oktober, och under början av oktober släpptes en rad teaserbilder på gruppmedlemmarna. Efter att förbeställningar av albumet pågått i en vecka passerade Wings fler än en halv miljon sålda exemplar. Den 10 oktober släpptes både studioalbumet och den nya huvudsingeln "Blood Sweat & Tears" med tillhörande musikvideo. Wings innehåller totalt 15 spår och inkluderar bland annat en solosång framförd av varje enskild gruppmedlem. "Blood Sweat & Tears" blev genast en succé och toppade samma dag listorna hos alla Sydkoreas största musikförsäljare, medan musikvideon uppnådde fler än tjugo miljoner visningar på Youtube på mindre än en vecka, vilket gjorde BTS till det pojkband inom genren K-pop som snabbast uppnått ett så högt visningsantal. Den 19 oktober vann BTS för första gången ett musikprogram med den nya singeln då de stod som segrare i Show Champion på MBC Music.

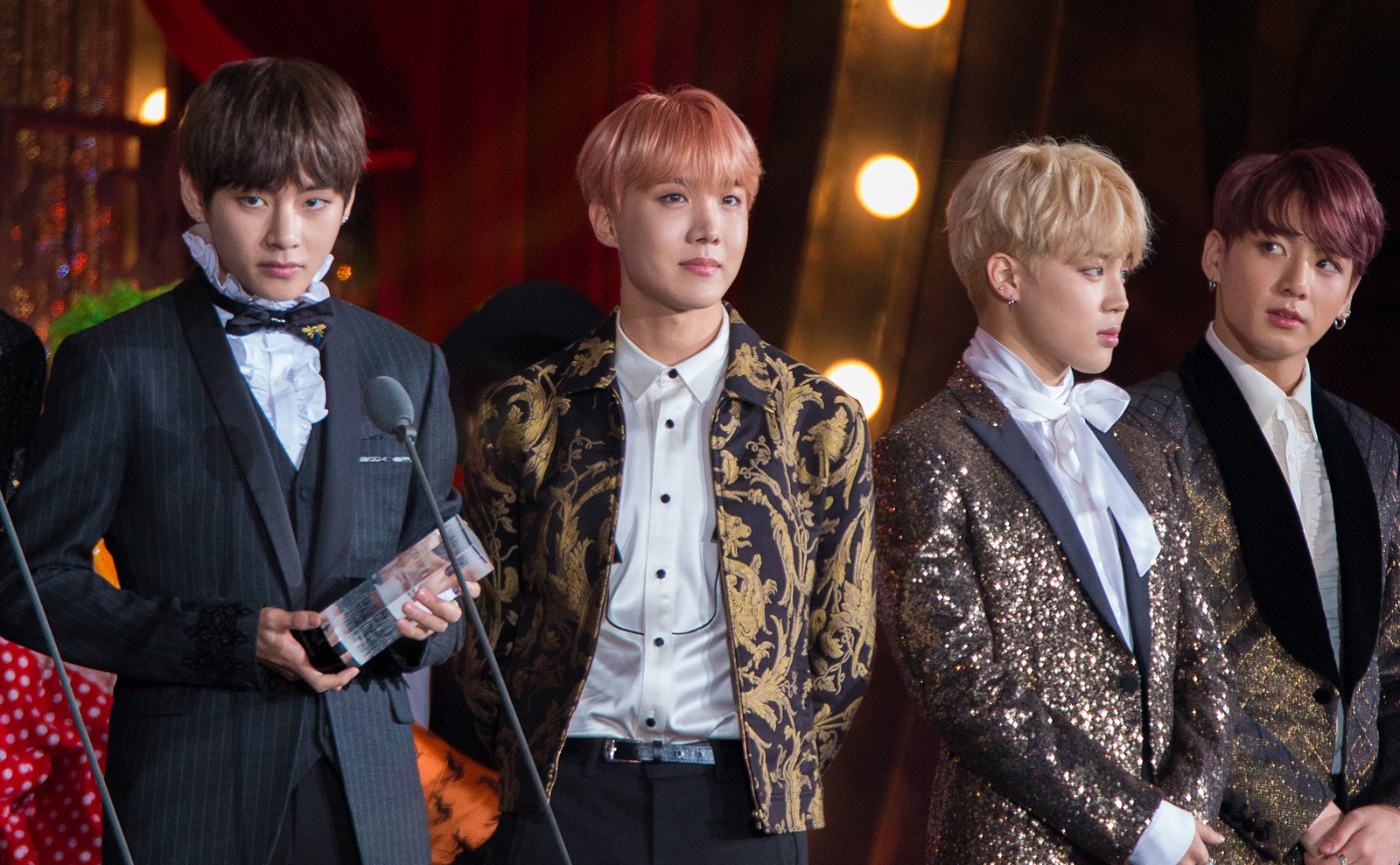
BTS-medlemmar år 2016

Wings nådde första plats på den nationella albumlistan Gaon Chart, medan "Blood Sweat & Tears" också blev gruppens allra första singeletta i Sydkorea. Wings låg etta på Itunes topplista i fler än 27 olika länder i Europa, Asien och Amerika. Albumet blev det bäst säljande K-popalbumet någonsin i USA med 16 000 sålda skivor på fyra dagar, vilket resulterade i att skivan tog sig in på topplistan Billboard 200 som det tjugosjätte bäst säljande albumet i USA under veckan. Det var den högsta placeringen någonsin av en K-popartist på den officiella albumlistan i USA och BTS var också första K-popartist som haft tre olika album på listan. Albumet slog också ett nytt rekord på Billboards World Album Chart genom att ligga 18 veckor i rad inom topp-10, och kom även med på ett par topplistor i USA som rankade de bästa albumen under året. Även i Storbritannien blev BTS den första koreanska artisten någonsin att placera sig på den nationella albumlistan UK Albums Chart där Wings gick in på plats 62. Den 18 november släpptes en trailer inför BTS konserter i Seoul som skulle hållas den 18 februari och 19 februari 2017. Alla 40 000 biljetter sålde slut direkt vilket var ett nytt konsertrekord för stadion Gocheok Sky Dome.

### 2017:You Never Walk AloneochLove Yourself 承 'Her'
BTS har en stor popularitet utomlands och har haft stora konserter i Asien, Europa, Australien, Nordamerika och Sydamerika. Den 14 februari 2017 släpptes ännu ett album, vid namn You Never Walk Alone, som innehöll låtarna från Wings albumet men även 3 nya; "Spring Day," "Not Today" och "A Supplementary Story: You Never Walk Alone." Till deras fans förtjusning var nu även låten "Outro: Wings," som förut var kort, längre till föjd av av J-Hopes nya vers. 
Under 2017 blev de nominerade till Billboard Music Awards och vann Top Social Artist som i tidigare år alltid vunnits av Justin Bieber.
Den 18 september 2017 släppte BTS återigen ett nytt album med 9 låtar. Deras musikvideo för singeln "DNA" slog rekord i flest visningar under 24 timmar inom hela K-Pop industrin med över 20 miljoner visningar. Senare slog musikvideon "DNA"  också rekord för att ha nått 100 miljoner visningar efter bara 24 dagar och en timme den 12 oktober. På första dagen såldes 455,888 kopior av albumet och det slog även rekord för flest förbeställningar (inom K-Pop industrin) med 1,122,946 album. Love Yourself 承 'Her'  nådde nr. 7 på Billboard 200 samma vecka som den släpptes.

### 2018:Love Yourself 轉 'Tear'ochLove Yourself 結 'Answer'
I maj 2018 släppte BTS albumet Love Yourself 轉 'Tear'  av Big Hit Entertainment, vilket är deras tredje studioalbum (av sex totalt). Det finns tillgängligt i fyra olika versioner och innehåller elva låtar med "Fake Love" som singel. Albumet debuterade som etta på Billboard 200 den 27 maj 2018. BTS är det första koreanska bandet som toppat USA:s albumlista.
BTS meddelade att Love Yourself 轉 'Tear'  skulle släppas den 18 maj 2018 efter att en nio minuter lång kortfilm kallad "Euphoria: Theme of Love Yourself 起 'Wonder'" släpptes den 5 april. I videon fann man deras nya singel som även den var döpt till "Euphoria", en solosång framförd av Jungkook. Den var producerad av DJ Swivel, Candace Nicole Sosa, Melanie Fontana, Bang Si-hyuk, Supreme Boi, Adora och BTS ledare RM. Love Yourself 轉 'Tear'  är en efterföljare till deras tidigare album Love Yourself 承 'Her'  (2017). De berättar en kronologisk berättelse, som kan följas genom albumen, och detta är en del av deras Love Yourself-era.
Den 6 maj släpptes en trailer till albumet där V bidrog med en solosång kallad "Singularity" som presenterades som introlåten till albumet. "Singularity" producerades av den brittiske kompositören Charlie J. Perry och RM som är låtskrivaren. Den tillhörande musikvideon har fått många hyllningar för den drömlika, sensuella atmosfären samt för dess symbolik. Även sången är fängslande och har RnB och jazzinfluenser. 
Låtlistan gjordes officiell den 13 maj där de även avslöjade att de skulle göra sin andra collab med DJ:n Steve Aoki. Där hittade man även en sång vid namn "Airplanes pt. 2" som  var en del två av J-Hopes låt "Airplane" från sitt blandband Hope World. 
Den första teasern till albumets singel släpptes den 14 maj, och då stod det klart att "Fake Love" skulle bli ledsingeln. Videon var utlagd på Big Hit Entertainments Youtubekanal. Låten beskrivs som en blandning mellan emo, hiphop och en touch av grunge och rock med en låttext som tydligt representerar temat av albumet (i detta fall att det man trodde var äkta kärlek inte kom att vara det i slutändan). Den 16 maj lade Big Hit ut en andra trailer följt av musikvideon som även den gjordes officiell den 18 maj 2018 i samband med albumsläppet.
Love Yourself 結 'Answer'  släpptes 24 augusti 2018 och är den fjärde och sista delen av Love Yourself-eran. Den finns i 4 olika versioner S,E,L och F. Den inkluderar 7 nya låtar med ledsingeln "Idol", som blev den mest sedda videon på Youtube inom 24 timmar. Den har även en version där Nicki Minaj rappar. Av de 7 nya låtarna är en av dem "Euphoria", som tidigare släpptes på Bighits Youtube kanal som den andra delen av Love Yourself-eran. De flesta av låtarna i Love Yourself 結 'Answer'  kommer från albumen Love Yourself 承 'Her'  och Love Yourself 轉  'Tear'.
9 augusti 2018 släpptes trailern till albumet med sololåten Epiphany sjungen av medlemmen Jin. 22 augusti 2018 släpptes en officiell teaser för ledsingeln "Idol". Båda låtarna släpptes på Big Hit Entertainments officiella Youtubekanal.

### 2019:Map Of The Soul: Persona
I April 2019 släppte BTS sitt fjärde studio album Map Of The Soul: Persona (karta av själen: personlighet) som nämndes efter boken Jung's Map of the Soul och har tagit inspiration av Murrey Steins modell av en människas psykiska värld. Det finns tydlig inspiration från Epik Highs album Map of the Human Soul, ett k-hip hop band vars album också analyserar en människas psykiska hälsa och ohälsa. SUGA har ofta sagt att han fått inspiration av Epik High. 
Singeln "Boy With Luv" med Halsey släpptes den 12te april och slog ett världs rekord men flest visningar på Youtube i under 24 timmar med 74.6M tittningar vilket gav BTS en del mer press i USA då Forbes Billboard och Variety  skrev artiklar om händelsen.
Persona följdes av en Japansk singel "Lights" i Juli samma år då BTS fortsatte sin press turne i Japan. 

### 2022: "Proof" och en paus för gruppaktiviteter

#### Militärtjänst
Enligt sydkoreansk lag måste alla arbetsföra män fullgöra mellan 18 och 21 månaders militärtjänst, vanligtvis vid 28 års ålder.. 
I oktober 2022 bekräftade Big Hit att Jin, bandets äldsta medlem, 29 år gammal, hade återkallat sin begäran om uppskov med mönstringen. Han tog värvning den 13 dec 2022. De andra medlemmarna förväntas ta värvning vid senare tidpunkter, och gruppen planerar att återförenas 2025 efter att deras värnplikt har slutförts.

## Medlemmar
| Artistnamn   | Artistnamn | Födelsenamn    | Födelsenamn | Födelsedatum      |
| Romanisering | Hangul     | Romanisering   | Hangul      | Födelsedatum      |
| ------------ | ---------- | -------------- | ----------- | ----------------- |
| Jin          | 진         | Kim Seok-jin   | 김석진      | 4 december 1992   |
| Suga         | 슈가       | Min Yoon-gi    | 민윤기      | 9 mars 1993       |
| J-Hope       | 제이홉     | Jung Ho-seok   | 정호석      | 18 februari 1994  |
| RM           | 알엠       | Kim Nam-joon   | 김남준      | 12 september 1994 |
| Jimin        | 지민       | Park Ji-min    | 박지민      | 13 oktober 1995   |
| V            | 뷔         | Kim Tae-hyung  | 김태형      | 30 december 1995  |
| Jungkook     | 정국       | Jeon Jung-kook | 전정국      | 1 september 1997  |

## Priser och utmärkelser
- 2016 – Melon Music Awards Årets Album[155]
- 2016 – Mnet Asian Music Awards Årets Artist[156]
- 2017 – Billboard Music Awards Top Social Artist[157]
- 2017 – Mnet Asian Music Awards Årets Artist[158]
- 2017 – Melon Music Awards Årets Låt[159]
- 2018 – Korean Music Awards Årets Musiker[155]
- 2018 – American Music Awards Favourite Social Artist[160]
- 2018 – Billboard Music Awards Top Social Artist[161]
- 2018 – Mnet Asian Music Awards Årets Artist[162]
- 2019 – Billboard Music Awards Top Duo/Group
- 2019 – Melon Music Awards Årets Artist
- 2019 – Melon Music Awards Årets album
- 2019 – Melon Music Awards Årets låt
- 2019 – Melon Music Awards Årets rekord
- 2019 – Mnet Asian Music Awards Årets artist
- 2019 – Mnet Asian Music Awards Årets album
- 2019 – Mnet Asian Music Awards Årets låt
- 2019 – Mnet Asian Music Awards Årets världsikon
- 2022 – Grammy Award Årets artist

## Diskografi

### Album
| Albuminformation                                                                      | Topplacering          | Topplacering   | Topplacering        |
| Albuminformation                                                                      | Sydkorea (Gaon Chart) | Japan (Oricon) | USA (Billboard 200) |
| Koreanska                                                                             | Koreanska             | Koreanska      | Koreanska           |
| ------------------------------------------------------------------------------------- | --------------------- | -------------- | ------------------- |
| 2 Cool 4 Skool (Singelalbum) - Släppt: 12 juni 2013                                   | 5                     | —              |                     |
| O!RUL8,2? (EP-skiva) - Släppt: 11 september 2013                                      | 4                     | —              |                     |
| Skool Luv Affair (EP-skiva) - Nyutgåva: Special Edition (14 maj 2014)                 | 1                     | 92             |                     |
| Dark & Wild (Studioalbum) - Släppt: 19 augusti 2014                                   | 2                     | 78             |                     |
| The Most Beautiful Moment in Life, Part 1 (EP-skiva) - Släppt: 29 april 2015          | 1                     | 9              |                     |
| The Most Beautiful Moment in Life, Part 2 (EP-skiva) - Släppt: 30 november 2015       | 1                     | 15             | 171                 |
| The Most Beautiful Moment in Life: Young Forever (Samlingsalbum) - Släppt: 2 maj 2016 | 1                     | 7              |                     |
| Wings (Studioalbum) - Nyutgåva: You Never Walk Alone (13 februari 2017)               | 1                     | 7              | 26                  |
| Love Yourself 承 'Her' (Studioalbum) - Släppt: 18 september 2017                      | 1                     | 1              | 7                   |
| Love Yourself 轉 'Tear' (Studioalbum) - Släppt: 18 maj 2018                           | 1                     | 3              | 1                   |
| Love Yourself 結 'Answer' (Samlingsalbum) - Släppt: 24 augusti 2018                   | 1                     | 1              | 1                   |
| MAP OF THE SOUL: PERSONA • Släppt: 12 april 2019                                      | 1                     | 1              | 1                   |
| MAP OF THE SOUL: 7 • Släppt: 21 februari 2020                                         | 1                     | 1              | 1                   |
| BE • Släppt: 20 november 2020                                                         | 1                     | 1              | 1                   |
| Proof • Släppt: 10 juni 2022                                                          | 1                     |                | 1                   |
| Japanska                                                                              |                       |                |                     |
| Wake Up (Studioalbum) - Släppt: 24 december 2014                                      | —                     | 3              |                     |
| Youth (Studioalbum) - Släppt: 7 september 2016                                        | —                     | 1              |                     |
| Face Yourself (Studioalbum) - Släppt: 3 april 2018                                    | —                     | 1              | 43                  |
| Fake Love/Airplane pt. 2 (Singelalbum) - Släppt: 7 november 2018                      | —                     | 1              |                     |

### Singlar
| År        | Titel                                      | Topplacering          | Topplacering   | Topplacering    |
| År        | Titel                                      | Sydkorea (Gaon Chart) | Japan (Oricon) | USA (Billboard) |
| Koreanska | Koreanska                                  | Koreanska             | Koreanska      | Koreanska       |
| --------- | ------------------------------------------ | --------------------- | -------------- | --------------- |
| 2013      | "No More Dream"                            | 124                   | —              | —               |
| 2013      | "We Are Bulletproof Pt. 2"                 | —                     | —              | —               |
| 2013      | "N.O"                                      | 92                    | —              | —               |
| 2013      | "Attack on Bangtan"                        | 353                   | —              | —               |
| 2014      | "Boy In Luv"                               | 45                    | —              | —               |
| 2014      | "Just One Day"                             | 149                   | —              | —               |
| 2014      | "Miss Right"                               | 43                    | —              | —               |
| 2014      | "Danger"                                   | 58                    | —              | —               |
| 2014      | "War of Hormone"                           | 173                   | —              | —               |
| 2015      | "I Need U"                                 | 5                     | —              | —               |
| 2015      | "Dope"                                     | 44                    | —              | —               |
| 2015      | "Run"                                      | 8                     | —              | —               |
| 2016      | "Epilogue: Young Forever"                  | 29                    | —              | —               |
| 2016      | "Fire"                                     | 7                     | —              | —               |
| 2016      | "Save Me"                                  | 19                    | —              | —               |
| 2016      | "Blood Sweat & Tears"                      | 1                     | —              | —               |
| 2017      | "Spring Day"                               | 1                     | —              | —               |
| 2017      | "Not Today"                                | 6                     | —              | —               |
| 2017      | "DNA"                                      | 2                     | —              | 67              |
| 2018      | "Fake Love"                                | 1                     | —              | 10              |
| 2018      | "Idol"                                     | 1                     | —              | 11              |
| 2019      | "Boy with Luv" feat Halsey                 | 1                     | —              | 8               |
| 2019      | "Dream Glow" (med Charli XCX)              | 75                    | —              | —               |
| 2019      | "A Brand New Day" (med Zara Larsson)       | 103                   | —              | —               |
| 2019      | "All Night" (med Juice Wrld)               | 102                   | —              | —               |
| 2019      | "Heartbeat"                                | 62                    | —              | —               |
| 2019      | "Make It Right" feat Lauv                  | 80                    | —              | 76              |
| 2020      | "Black Swan"                               | 7                     | —              | 57              |
| 2020      | "On"                                       | 1                     | —              | 4               |
| 2020      | "Life Goes On"                             | 8                     | —              | 1               |
| Japanska  |                                            |                       |                |                 |
| 2014      | "No More Dream"                            | —                     | 8              | —               |
| 2014      | "Boy In Luv"                               | —                     | 4              | —               |
| 2014      | "Danger"                                   | —                     | 5              | —               |
| 2015      | "For You"                                  | —                     | 1              | —               |
| 2015      | "I Need U"                                 | —                     | 3              | —               |
| 2016      | "Run"                                      | —                     | 2              | —               |
| Engelska  |                                            |                       |                |                 |
| 2017      | "MIC Drop" (Steve Aoki remix) ft Desiigner | 23                    | —              | 28              |
| 2020      | "Dynamite"                                 | 1                     | —              | 1               |
| 2021      | "Permission to dance"                      | 2                     | 1              | 1               |